# Збоїська (Сяноцький повіт)
Збоїська (пол. Zboiska) — лемківське село в Польщі, у гміні Буківсько Сяноцького повіту Підкарпатського воєводства.
Населення — 237 осіб (2011).

## Розташування
Село знаходиться в гміні Буківсько, Сяноцького повіту в Підкарпатському воєводстві. Розташоване на правому березі річки Сяночок (лівобічна притока Сяну) в пасмі гір Західних Бескидів, недалеко від кордону зі Словаччиною та Україною.

## Історія
Село до 1340 р. входило до оборонної системи Сяніка, що й засвідчує назва. Закріпачене князем Юрієм II Болеславом як службове село граду (фортеці) Сянік. В 1340-1772 рр. село входило до складу Сяноцької землі Руського воєводства Речі Посполитої. З 1772 до 1918 року — у межах Сяноцького повіту Королівства Галичини та Володимирії монархії Габсбургів (з 1867 року Австро-Угорщини).
У 1361  Казимир III Великий віддав Збоїська братам Балям.
У 1529 р. краківський воєвода Миколай Гербурт Одновський збудував замок, зруйнований у 1657 р. військами Юрія II Ракоці.
У середині XIX  ст. власники фільварку Коковські збудували двірський комплекс.
В 1895 р. в селі в 40 будинках проживали 262 особи (231 грекокатолик, 30 римокатоликів і 4 юдеї).
У селі від початку ХХ сторіччя до початку Першої світової війни діяв осередок українського руханкового товариства Січ.
У 1939 році в селі проживало 420 мешканців, з них 330 українців-грекокатоликів, 60 українців-римокатоликів, 20 поляків і 10 євреїв. Грекокатолицька громада належала Буківського деканату Перемишльської єпархії УГКЦ. до Село входило до Сяніцького повіту Львівського воєводства.
У 1945 році частину мешканців села польською владою було переселено до СРСР. У 1947 р. депортовано 113 українців на понімецькі землі Польщі під час операції «Вісла».

## Демографія
Демографічна структура станом на 31 березня 2011 року:
|          | Загалом | Допрацездатний вік | Працездатний вік | Постпрацездатний вік |
| -------- | ------- | ------------------ | ---------------- | -------------------- |
| Чоловіки | 124     | 33                 | 79               | 12                   |
| Жінки    | 113     | 19                 | 69               | 25                   |
| Разом    | 237     | 52                 | 148              | 37                   |

## Пам’ятки
- Фільварок
- Руїни замку